# Vince Gilligan
Vince Gilligan, właśc. George Vincent Gilligan Jr. (ur. 10 lutego 1967 w Richmond) – amerykański scenarzysta, producent i reżyser.
Główny autor scenariusza oraz producent wykonawczy serialu Breaking Bad oraz jego spin-offu Zadzwoń do Saula, współtwórca Samotnych strzelców, a także scenarzysta i producent wielu odcinków Z Archiwum X.

## Życiorys
Urodził się w Wirginii. Studiował w Tisch School of the Arts.
W 1995 r. dołączył do ekipy tworzącej serial Z Archiwum X – zaczynał jako konsultant, następnie scenarzysta (blisko 30 odcinków), później był współproducentem, aż w końcu został producentem wykonawczym. Był twórcą, wraz z Chrisem Carterem i Johnem Shibanem, Samotnych strzelców – spin-offu Z Archiwum X.
Jest pomysłodawcą, producentem wykonawczym, a także autorem scenariuszy i reżyserem kilku odcinków serialu Breaking Bad.

## Filmografia

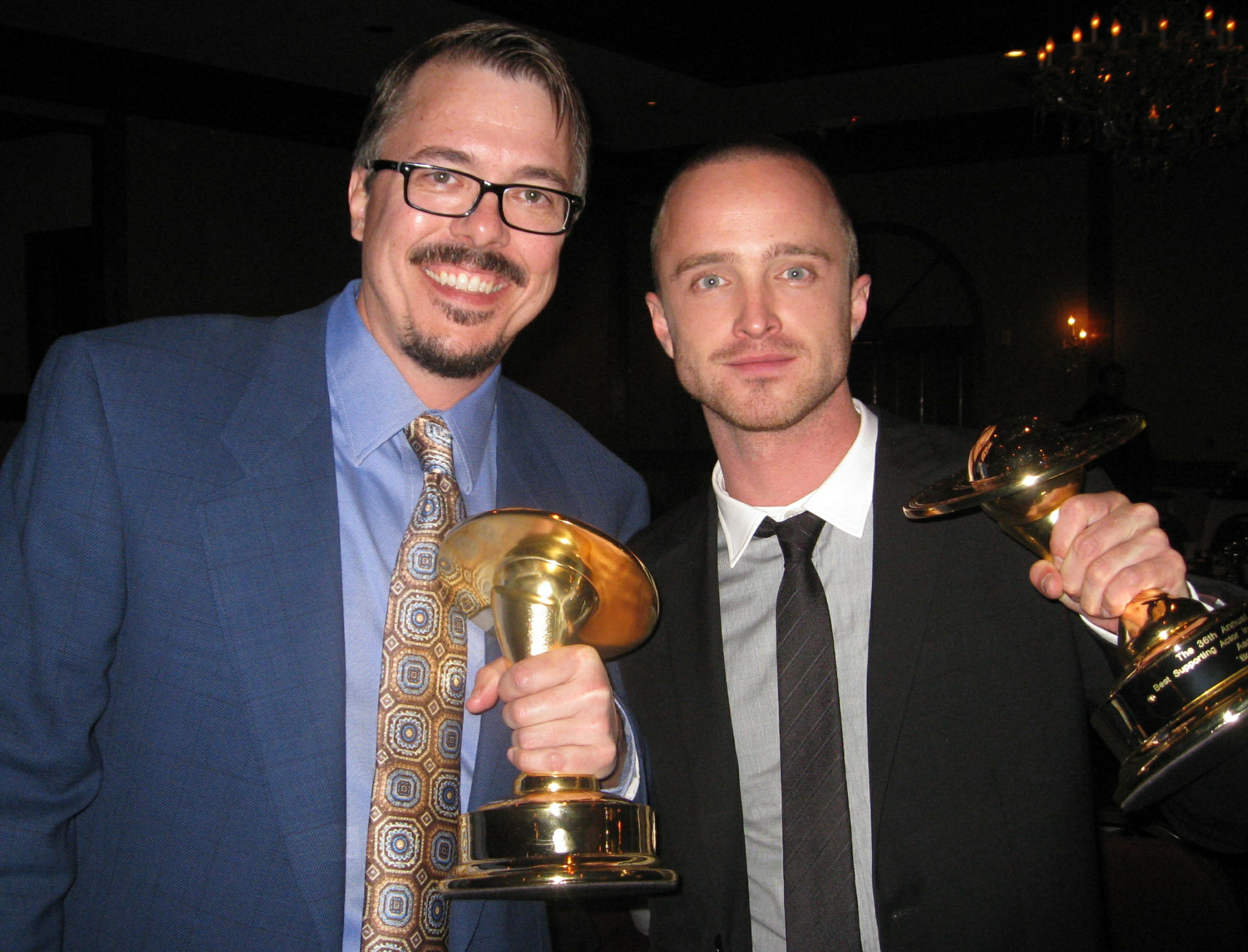
Vince Gilligan i Aaron Paul na 36. corocznych Saturn Awards.

### Film
| Rok  | Tytuł                        | Rola                            | Uwagi                |
| ---- | ---------------------------- | ------------------------------- | -------------------- |
| 1993 | Wilder Napalm                | Scenarzysta                     |                      |
| 1998 | Home Fries                   | Scenarzysta                     |                      |
| 2008 | Hancock                      | Współscenarzysta                | wraz z Vincentem Ngo |
| 2019 | El Camino: Film Breaking Bad | Reżyser, scenarzysta, producent |                      |

### Seriale
| Rok       | Tytuł            | Rola                      | Uwagi      |
| --------- | ---------------- | ------------------------- | ---------- |
| 1995–1996 | Z Archiwum X     | Konsultant kreatywny      | Sezon 3    |
| 1996–1997 | Z Archiwum X     | Koproducent               | Sezon 4    |
| 1997–1998 | Z Archiwum X     | Producent nadzorujący     | Sezon 5    |
| 1998–2000 | Z Archiwum X     | Współproducent wykonawczy | Sezony 6–7 |
| 1999–2000 | Ryzykowna gra    | Producent nadzorujący     | Sezon 1    |
| 2000–2002 | Z Archiwum X     | Producent wykonawczy      | Sezony 8–9 |
| 2001      | Samotni strzelcy | Producent wykonawczy      | Sezon 1    |
| 2008–2013 | Breaking Bad     | Producent wykonawczy      | Sezony 1–5 |
| 2015      | Battle Creek     | Producent wykonawczy      | Sezon 1    |
| 2015-2022 | Zadzwoń do Saula | Producent wykonawczy      | Sezony 1–6 |